# Ініго Кампйоні
Ініго Кампйоні (італ. Inigo Campioni; нар. 14 листопада 1878, В'яреджо, Королівство Італія — пом. 22 травня 1944, Парма, Італійська соціальна республіка) — італійський державний та військовий діяч, адмірал ескадри (1936), член Національної фашистської партії, учасник італійсько-турецької, італо-ефіопської, Першої та Другої світових воєн. На початку Другої світової війни обіймав посаду генерал-губернатора Італійських островів Егейського моря, а також командував більшою частиною надводних сил італійського флоту під час військової кампанії, що розгорілася в Середземному морі. 

## Ранні роки
Ініго Кампйоні народився 14 листопада 1878 року у В'яреджо, що в регіоні Тоскана, де з часом і пішов до середньої школи, по завершенню якої 14 листопада 1893 року вступив до Королівської військово-морської академії в Ліворно, що поклало початок його військовій кар'єрі. 1896 року Кампйоні випустився та в званні мічмана почав службу на флоті. 1898 року він був підвищений до молодшого лейтенанта, а 1905 року — до лейтенанта. У цьому званні він брав участь у війні з турками, проходячи службу на броненосному крейсері Амальфі. 
Після вступу Італії в Першу світову війну Кампйоні служив на борту лінійних кораблів Конте ді Кавур та Андреа Доріа. 1916 року він отримав звання капітата III рангу та отримав у своє командуання ескадрений міноносець Ардіто, на його чолі здійснював супровід великої кількості конвоїв Антанти, охороняючи їх від атак німецького, австрійського та турецького флотів. У вересні 1917 року Кампйоні відзначився в боях у північній частині Адріатичного моря, за що отримав бронзову медаль «За військову доблесть». Вже по завершенню війни Ініго отримав ще декілька нагород за проявлену в бояв відвагу.

## Між світовими війнами
1919 року Кампйоні, продовжуючи службу на флоті, отримав звання капітана II рангу, а 1926 року — капітана I рангу. Спершу він обіймав посаду військового аташе Італії у Парижі, але 1929 року повернувся додому та 3 квітня прийняв командування лінкором Кайо Дуйліо. 25 жовтня того ж року Кампйоні очолив штаб 1-ї ескадри італійського флоту. 10 травня 1930 року він став командиром важкого крейсера Тренто. 
У 1932 році капітан Ініго Кампйоні отримав перше адміральське звання, ставши контрадміралом. Вже 1934 року він був підвищений до дивізійного адмірала та прийняв командування 5-ю дивізією надводного флоту Італії, на чолі якої брав участь у війні в Ефіопією, по завершенню якої отримав звання адмірала ескадри. Через два роки він став заступником начальника штабу Королівських військово-морських сил Італії. 

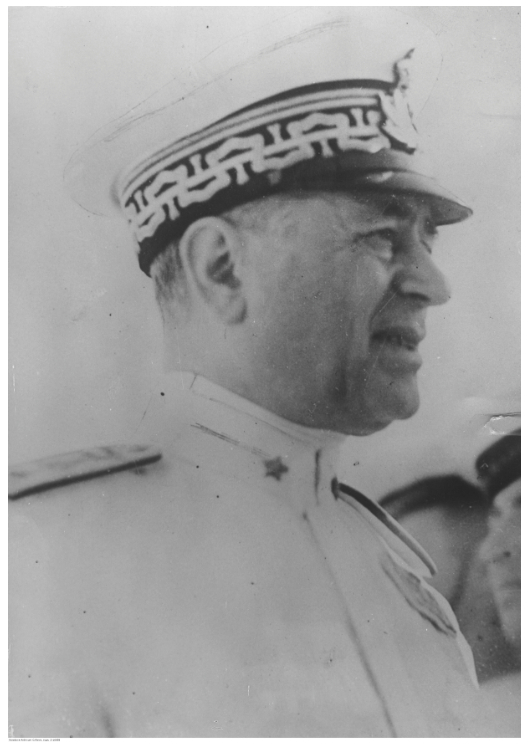
Адмірал ескадри Ініго Кампйоні у грудні 1940 року

1939 року Кампйоні обійняв посаду командира 1-ї ескадри, обравши своїм флагманом лінкор Джуліо Чезаре, та став сенатором Королівства Італія.

## Друга світова війна
10 червня 1940 року фашистська Італія вступила у Другу світову війну. Кампйоні на той час командував головним угрупованням надводних сил італійського флоту та активно брав участь у військовій кампанії, що розгорялася в Середземному морі. На чолі цих сил адмірал взяв учать у низці битв проти британського флоту, а саме у битвах біля Калабрії, Таранто, в операції «Уайт», бою біля мису Спартівенто.
Проте адмірал був підданий нищівній критиці з боку керівництва за провальну операцію, коли італійський флот двічі не зміг зірвати спроби британських сил провести конвої по Середземному морю, попри перевагу італійців у силах. А після зіткнення біля мису Спартівенто, коли Кампйоні проявив надмірну обережність і не доклав максимуму зусиль, щоб розгромити сили противника, які поступалися чисельно, 8 грудня 1940 року його відсторонили від командування, замінивши на Анджело Якіно. Сам же Ініго отримав призначення на попередній пост — заступника начальника штабу військово-морських сил. Однак, така критика за невдачі в боях не завадили йому отримати нагороду й стати командором Військового Савойського ордену за свої досягнення.
15 липня 1941 року Кампйоні отримав призначення на посаду генерал-губернатора та командувача усіма італо-німецькими силами на Італійських островах Егейського моря та в регіоні. У листопаді 1941 року йому виповнилося 65 років і офіційно він був переведений до допоміжного резерву флоту, хоча водночас Ініго залишався на активній військовій службі, продовжуючи очолювати італійську окупаційну адміністрацію та островах Егейського моря та розташовані там війська.

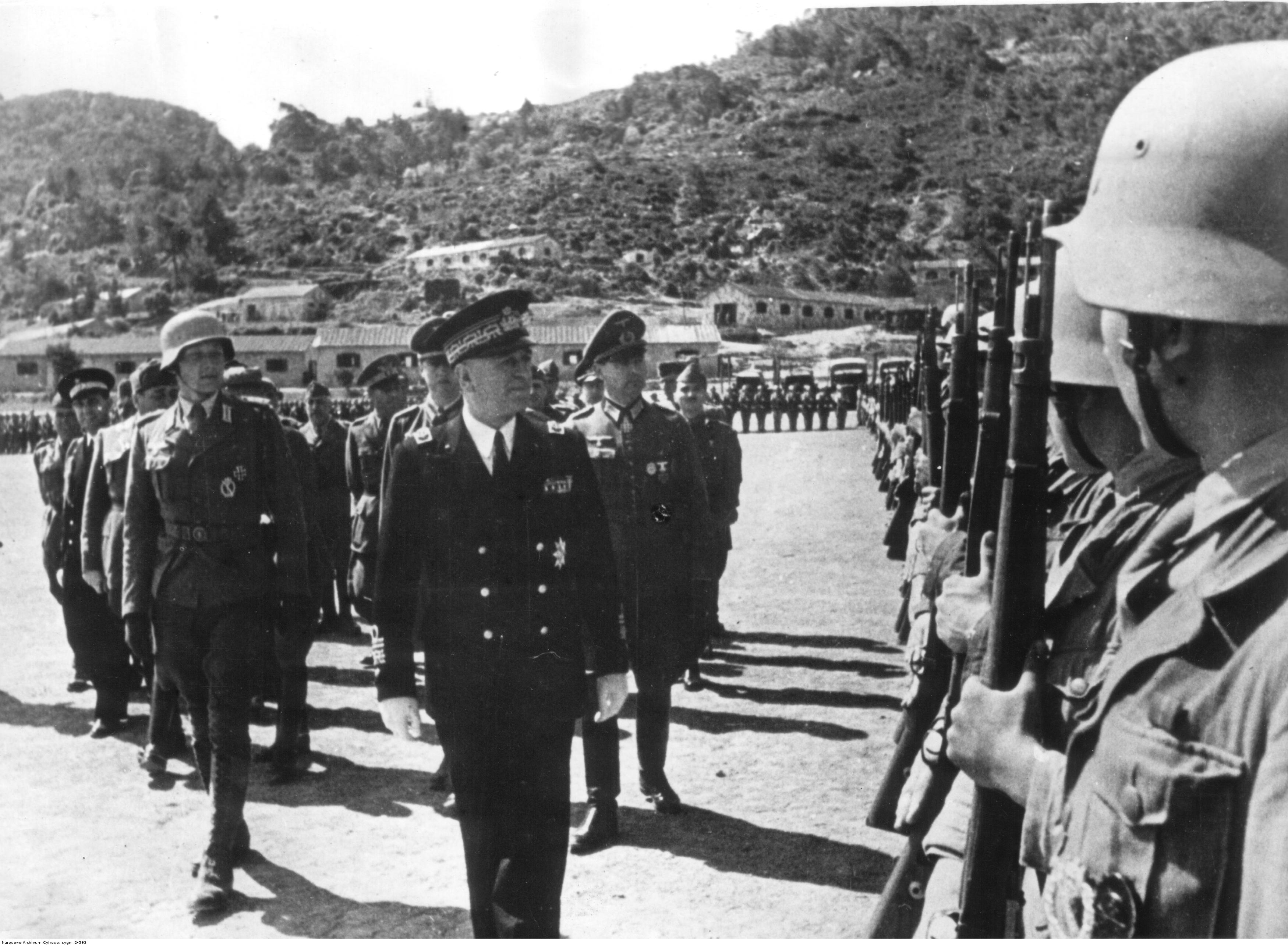
Кампйоні інспектує італійські частини на Родосі

8 вересня 1943 року, після таємних переговорів із союзниками, Італія оголосила про свій вихід з війни. Ця новина застала адмірала Кампйоні у його штаб-квартирі на острові Родос. Він одразу зрозумів, що німці спробують захопити владу над островами, та наказав своїм підлеглим не чинити активного спротиву німцям у випадку, якщо ці передбачення справдяться. Тому вже 11 вересня 1943 року італійські війська на острові Родос капітулювали німцям, які висадилися тут, а сам Ініго Кампйоні потрапив до полону.
Спочатку німці розмістили полоненого Кампйоні у таборі для військовополонених у Шкоккені на території німецької провінції Позен. У січні 1944 року його перевезли на північ Італії, яка перебувала тоді під контролем новоствореної пронацистської Італійської соціальної республіки Беніто Муссоліні. Там колишнього адмірала помістили до в'язниці у Вероні.
Ініго Кампйоні неодноразово відмовлявся від співпраці з нацистами, мотивуючи це тим, що уряд новоствореної держави Муссоліні є незаконним, адже існує офіційний уряд Королівства Італія на чолі з Бадольйо, а також є король Віктор Емануїл III, якому сам адмірал присягав на вірність. Розлючені нацисти шляхом проведення військового трибуналу засудили його до смертної кари за звинуваченням у державній зраді. Згодом представники Муссоліні запропонували скасувати цей вирок за умови, що Кампйоні визнає законність його уряду та Італійської соціальної республіки. Проте Ініго вкотре відмовився від цього.
24 травня 1944 року Ініго Кампйоні разом із контрадміралом Луїджі Маскерпа був розстріляний прибічниками Муссоліні у міському сквері Парми.
У листопаді 1947 року уряд Італійської республіки нагородив Ініго Кампйоні золотою медаллю «За військову доблесть» посмертно. Тіло страченого адмірала було поховане на військовому цвинтарі міста Барі.